# HD 33283 b
HD 33283 b est une exoplanète orbitant autour de l'étoile HD 33283, située à ~283 a.l. dans la constellation du Lièvre. Elle a été découverte en 2006 grâce à la méthode des vitesses radiales et au télescope VLT de l'observatoire de La Silla. 

## Propriétés
La masse de cette planète est estimée à 0,33 MJ, soit à peu près la même que Saturne et elle est dotée d'un rayon hypothétique de 0,99 RJ. Cependant, HD 33283 b orbite très près de son étoile, prenant à peine 18 jours pour compléter une révolution avec une vitesse orbitale moyenne de 86,5 km/s. De plus, son orbite excentrique l'amène au plus proche à 0.075 UA de l'étoile et au plus éloigné à 0.215 UA. Ses caractéristiques font qu'il s'agit très probablement d'un Jupiter chaud.